# Panagaeus crucigerus
Panagaeus crucigerus är en skalbaggsart som beskrevs av Thomas Say. Panagaeus crucigerus ingår i släktet Panagaeus och familjen jordlöpare. Inga underarter finns listade i Catalogue of Life.